# Finale della Copa América 2004
La finale della Copa América 2004 si disputò il 25 luglio 2004 all'Estadio Nacional di Lima tra le nazionali di Brasile e Argentina. Il Brasile vinse per 4-2 ai tiri di rigore dopo che i tempi regolamentari e quelli supplementari terminarono 2-2 e conquistò per la settima volta la Copa América. 

## Le squadre
| Squadra   | Finali (o spareggi) disputate in precedenza (il grassetto indica la vittoria) |
| --------- | ----------------------------------------------------------------------------- |
| Brasile   | 9 (1919, 1922, 1937, 1949, 1953, 1983, 1995, 1997, 1999)                      |
| Argentina | 3 (1937, 1991, 1993)                                                          |

## Cammino verso la finale

### Brasile
Reduce da cinque vittorie della Copa América, la Seleçao fu sorteggiato nel girone C del torneo, insieme al Cile, alla Costa Rica ospite dalla CONCACAF e al Paraguay. La prima giornata, svoltasi l'8 luglio, vide entrambe le partite finire 1-0, sia per il Paraguay contro la Costa Rica (rigore di Dos Santos all'85°) sia per il Brasile contro il Cile (gol di Luís Fabiano al 90°). Tre giorni dopo, nella seconda giornata, il Brasile affrontò la Costa Rica, a cui rifilò un umiliante 4-1 (tripletta di Adriano e gol di Juan, contro l'inutile gol del costaricano Luis Marín all'81°). Il 14 luglio, la Seleçao affrontò infine il Paraguay, il quale però vinse 2-1 e le strappò il primo posto del girone, complice l'1-1 contro il Cile. La Costa Rica sconfisse infine La Roja per 2-1 e finì al terzo posto con tre punti che bastarono comunque per andare agli ottavi (insieme all'Uruguay con 4 punti e a differenza della Bolivia con 2).
Nondimeno, alla partita dei quarti che si svolse il 18 luglio, i verdeoro stracciarono il Messico, l'altra nazionale invitata dalla CONCACAF, per 4-0 (rigore di Alex, doppietta di Adriano e gol di Oliveira). Alle semifinali, il 21 luglio il Brasile si vide di fronte l'Uruguay: Sosa portò in vantaggio La Celeste al 22°, ma i verdeoro risposero al primo minuto della ripresa con il gol di Adriano. I tempi regolamentari finirono 1-1, così come pure i supplementari e nella conseguente lotteria ai rigori andarono in rete i penalties di Luisão, Silva, Luís Fabiano, Viera, Adriano e Pouso; dopo anche il rigore segnato di Renato, arrivò quello parato di Sánchez, e Alex compì il match ball che portò di nuovo il Brasile in finale.

### Argentina
La Selección fu sorteggiata nel gruppo B insieme a Ecuador, Messico e Uruguay, in quello che si prospettava un girone di ferro. Il 7 luglio, il girone iniziò alla grande per l'Argentina, con il suo 6-1 contro l'Ecuador; tre giorni dopo seguì però una sconfitta per 1-0 contro il Messico, che segnò con Ramón Morales a soli otto minuti dal fischio d'inizio. L'Argentina si rifece vincendo poi 4-2 contro l'Uruugay: pur andando in svantaggio al 7° con Fabián Estoyanoff, la Selección rimontò al 19° con Kily González e un minuto dopo segnò Figueroa, anche se poi l'uruguagio Sánchez pareggiò al 38°; negli ultimi due minuti della ripresa, Roberto Ayala riportò in vantaggio l'Argentina, e poi, all'89°, Figueroa compì la sua doppietta. In tal modo, si classificò seconda dietro al Messico (che aveva ottenuto 7 punti in totale con il 2-2 contro l'Uruguay e il 2-1 contro l'Ecuador), mentre gli uruguagi finirono terzi con quattro punti (complice la vittoria per 2-1 contro l'Ecuador), qualificandosi comunque ai quarti in quanto al primo posto tra le migliori terze.
L'avversario dell'Argentina ai quarti fu il Perù, ospitante del torneo e secondo del girone A, e la partita si risolse 1-0 con la rete di Carlos Tévez al 60°. La semifinale contro la Colombia, vincitrice della scorsa edizione, fu invece una vittoria più netta per l'Argentina, che al primo tempo andò in vantaggio con Tévez e poi trionfò nella ripresa con Lucho González e Juan Pablo Sorín.

### Tabella riassuntiva del percorso
| Squadra   | Pt | G |
| --------- | -- | - |
| Messico   | 7  | 3 |
| Argentina | 6  | 3 |
| Uruguay   | 4  | 3 |
| Ecuador   | 0  | 3 |

| Squadra    | Pt | G |
| ---------- | -- | - |
| Paraguay   | 7  | 3 |
| Brasile    | 6  | 3 |
| Costa Rica | 3  | 3 |
| Cile       | 1  | 3 |

## Descrizione della partita
La finale del torneo fu non poco combattuta: Kily González segnò al 20° il rigore che portò in vantaggio l'Argentina, ma all'ultimo minuto del primo tempo la Seleçao pareggiò con Luisão; nella ripresa, i gol avvennero invece negli ultimi minuti, con César Delgado che segnò all'87° e Adriano che segnò al terzo minuto di recupero.
Con il risultato che cessò di cambiare anche ai supplementari, si andò ai rigori, e il Brasile andò subito in vantaggio con i rigori sbagliati degli argentini D'Alessandro e Heinze e quelli trasformati dei brasiliani Adriano ed Edu; le due successive coppie di rigori, trasformate da entrambe le parti (K. González e Sorín contro Diego e Juan), servirono solo a confermare la vittoria finale del Brasile, che si portò a casa la sua quarta Copa América (sui sette trofei della massima competizione tra nazionali sudamericane).

## Tabellino
| Arbitro: | Carlos Amarilla |

|                                       |                      |                          |
| K. González 20’ (rig.) Delgado 87’    | Marcatori            | 45’ Luisão 90+3’ Adriano |
| D'Alessandro Heinze K. González Sorín | Tiri di rigore 2 – 4 | Adriano Edu Diego Juan   |

| Argentina | Brasile |

| POR            | 1  | Roberto Abbondanzieri |     |     |
| DIF            | 6  | Gabriel Heinze        |     |     |
| DIF            | 2  | Roberto Ayala         |     |     |
| DIF            | 22 | Fabricio Coloccini    |     |     |
| CEN            | 8  | Javier Zanetti        |     |     |
| CEN            | 3  | Juan Pablo Sorín      | 25’ |     |
| CEN            | 5  | Javier Mascherano     | 72’ |     |
| CEN            | 16 | Lucho González        |     | 75’ |
| ATT            | 18 | Kily González         |     |     |
| ATT            | 11 | Carlos Tévez          |     | 90’ |
| ATT            | 21 | Mauro Rosales         |     | 64’ |
| Sostituzioni:  |    |                       |     |     |
| ATT            | 19 | César Delgado         |     | 64’ |
| CEN            | 10 | Andrés D'Alessandro   |     | 75’ |
| DIF            | 4  | Facundo Quiroga       |     | 90’ |
| Allenatore:    |    |                       |     |     |
| Marcelo Bielsa |    |                       |     |     |

| POR                     | 1  | Júlio César  | 51’ |     |
| DIF                     | 4  | Juan         |     |     |
| DIF                     | 13 | Maicon       |     |     |
| DIF                     | 6  | Gustavo Nery |     |     |
| DIF                     | 3  | Luisão       | 58’ | 82’ |
| CEN                     | 10 | Alex         |     | 63’ |
| CEN                     | 8  | Kléberson    |     | 55’ |
| CEN                     | 5  | Renato       |     |     |
| CEN                     | 11 | Edu          | 38’ |     |
| ATT                     | 9  | Luís Fabiano |     |     |
| ATT                     | 7  | Adriano      |     |     |
| Sostituzioni:           |    |              |     |     |
| CEN                     | 19 | Diego        |     | 55’ |
| CEN                     | 20 | Felipe       |     | 63’ |
| DIF                     | 15 | Cris         |     | 82’ |
| Allenatore:             |    |              |     |     |
| Carlos Alberto Parreira |    |              |     |     |

| Assistenti arbitrali - Wálter Rial (Uruguay) - Luis Sáncheza (Venezuela) Quarto ufficiale - Manuel Andarcia (Venezuela) |